# Bess Truman
Pour les articles homonymes, voir Truman et Bess.
Elisabeth Virginia Wallace Truman, dite Bess Truman, née le 13 février 1885 à Independence (Missouri) et morte le 18 octobre 1982 dans la même ville.
Elle est en sa qualité d'épouse du 33e président des États-Unis, Harry S. Truman, Première dame des États-Unis du 12 avril 1945 au 20 janvier 1953. Décédée à 97 ans, elle est la Première dame ayant vécu le plus longtemps.